# Mărgineni (Neamț)
Mărgineni es una comuna ubicada en el distrito de Neamț, Rumania.

## Superficie
Posee una superficie de 59,83 kilómetros cuadrados.

## Demografía
Hasta 2021 la población era de 2940 habitantes, con una densidad de población de 49,14 habitantes por kilómetro cuadrado.